# AC-12
La AC-12 y la AC-012 es una autovía urbana cuya nomenclatura anterior fue N-VI. Es la vía secundaria de comunicación de La Coruña, donde le recorre en la zona de Las Jubias, Oza y Casablanca, antiguamente era la vía principal que le comunica de Madrid a La Coruña, en su paso de la ría del Burgo como acceso suroriental de La Coruña, actualmente la vía principal es la autovía urbana AC-11, que le interconecta con la autopista de peaje AP-9 y la autovía del Noroeste A-6, de allí, es la vía de la comunicación rápida a Lugo y Madrid evitando unas travesías de la carretera N-6.
El trayecto de la AC-12 inicia en la Plaza de Palloza en La Coruña y finaliza en O Carballo con la distancia de unos 6,44 kilómetros y le dividen en 3 tramos:
- Avenida del Ejército (La Coruña)
- Puente del Pasaje (La Coruña y Oleiros)
- Avenida de las Marinas (Oleiros y Cambre)

El trayecto de la AC-012 inicia en Los Castros (La Coruña) y finaliza en el Puente del Pasaje con el cruce de la AC-11 y Culleredo con la distancia de unos 2,56 kilómetros y solo un tramo:
- Avenida del Pasaje (La Coruña)

## Avenida del Ejército (La Coruña)
Cuenta la distancia de unos 1,2 kilómetros y es una avenida urbana que forma parte del tramo inicial de la autovía urbana AC-12 con 3 carriles por sentido en pequeñas partes del tramo completo. Cuenta con la glorieta de Casa del Mar, el viaducto de San Diego (2 carriles por sentido) con los carriles laterales y la rotonda de la Calle Posse y el tramo inicial de la Ronda de Outeiro. Se inicia la Plaza de Palloza y termina en el túnel de Los Castros, siguiente esta misma autovía con la Avenida del Pasaje. La velocidad limita a 50 km/h por ser la travesía. Una parte del tramo inicial pertenece del Ayuntamiento de La Coruña y desde la glorieta de Casa del Mar hasta el túnel de Los Castros pertenece del tramo estatal del Ministerio de Transportes, Movilidad y Agenda Urbana.
En 1972 presentaron el proyecto de la Avenida de San Diego, el nombre es el proyecto original antes de cambiar a la Avenida del Ejército. Según el proyecto original, el tramo inicial se conecta con la Avenida Primo de Rivera y termina en la Avenida de Oza (antes era la Avenida de General Sanjurjo y por la antigua ley de Memoria Histórica cambiaron la nomenclatura a la actual Avenida de Oza) y contaba 6 carriles de rodadura, 3 carriles por sentido sin viaducto, ni rotondas y contaba la mediana sin dar los giros a la izquierda (excepto si lo permite hacer el giro a la izquierda a la Calle Concepción Arenal y Calle de las Cigareras y el cruce al acceso al puerto, muelle de San Diego y la Calle Ramón y Cajal, regulados por semáforos).
Fue inaugurado el 29 de julio de 1976 coincidiendo la visita del jefe de Estado Don Juan Carlos I de España en Galicia. Antes de la inauguración, le solicitaron el cambio del nombre de la avenida y así le cambiaron la de San Diego por la del Ejército. Al inaugurarse, esta avenida no había instalado los alumbrados públicos en la mediana y no hasta mediados de abril de 1982 pusiera en funcionamiento.
En 1998, al comienzo de la reforma de la N-VI, iniciaron la mejora para comunicar con la Ronda de Outeiro y Calle Posse con la construcción del paso superior de San Diego y la rotonda en la superficie. A finales de 1999 había concluido el viaducto y en fases le pusieron en servicio, primero, la rotonda con la calle Posse y la Ronda de Outeiro (marzo de 2000) y la última, coincidiendo la apertura del túnel de Los Castros que ha puesto en servicio totalmente en diciembre de 2000.
En 2023, el Ayuntamiento de La Coruña había construido la nueva glorieta de Casa del Mar para suprimir las retenciones que estaban regulados por los semáforos. Mejoraron este cruce con la Calle Ramón y Cajal y acceso al puerto con los carriles-bicis.

## Avenida del Pasaje (La Coruña)
La Avenida del Pasaje es el recorrido más antiguo de La Coruña por la costa, cuenta la distancia de unos 2,7 kilómetros y antiguamente este recorrido era la carretera nacional N-VI, el trayecto original es entre la boca inicial del túnel de Los Castros donde ubica la Avenida de Oza y el antiguo mirador de Los Castros y el antiguo cruce de Oza donde ubica el concensario Renault Coruña Caeiro, y de este trayecto original, antes de la construcción del nuevo trayecto como nueva carretera de la década de los años 60, la carretera sería la final de la N-VI, pero realmente había terminado en el centro de La Coruña, probablemente en los Cuatro Caminos. Desde este antiguo cruce de Oza hasta el Nudo de El Burgo es de nueva carretera construida a finales de la década de los años 50. Antes de la nueva carretera pusiera en funcionamiento, la vieja carretera recorre a través de Las Jubias junto con las vías ferroviarias, pegada a la costa.
En la actualidad, cuenta unos 2 carriles por sentido en algunos tramos incluyendo el túnel de Los Castros y el viaducto de Las Jubias y los 3 carriles por sentido, entre la final del viaducto de Las Jubias y el paso inferior del Nudo de El Burgo. La velocidad limita a 80 km/h, excepto el tramo del túnel que se limita a 50 km/h. El falso túnel de Los Castros mide unos 200 metros de distancia, el inicio esta por encima del cruce con la Avenida de Oza y el final esta por encima del cruce de la Calle Ángela Blanco de Soto y la Calle Nueva Travesía Buenavista. Además del falso túnel, cuenta con el viaducto de Las Jubias con el cruce con la AC-10 al puerto y al túnel de Eirís y la rotonda con el cruce a Oza y Las Jubias, incluyendo el hospital marítimo de Oza. Cuenta el acceso al CHUAC (Complejo Hospitalario Universitario de La Coruña) y el hospital de San Rafael, a unos pocos metros tras el viaducto de Las Jubias y además con el acceso al hospital Materno Infantil Teresa Herrera y Centro Oncológico de Galicia contado el paso inferior.
Los primeros 400 metros del tramo estatal (pkm 1,2 a pkm 1,6) pertenece del Ministerio de Transportes, Movilidad y Agenda Urbana y el resto del tramo autonómico (pkm 1,6 a pkm 4,16) pertenece de la Junta de Galicia, y de éste tramo autonómico fue aprobado la cesión por el Consejo de Ministros del Gobierno de España, el 4 de julio de 2023, a la Junta de Galicia. Había firmado el acta de entrega, el 24 de agosto de 2023 y ya es oficial la cesión a la Junta de Galicia. En octubre de 2023, la Junta de Galicia ha sometido a información pública para la actualización del Catálogo de Carreteras de la Red Autonómica de carreteras de Galicia con la nueva denominación AC-012. El 31 de enero de 2025, ha publicado en el DOG (Diario Oficial de Galicia), la actualización del catálogo de Carreteras de la Red Autonómica de Carreteras de Galicia (RAEGA), la inclusión de la AC-012, con la longitud de 2,56 kilómetros.
En 1958, con la puesta de funcionamiento del trayecto ferrocarril de la línea La Coruña-Zamora, había abierto el puente de Casablanca, mientras seguía construyendo la nueva carretera en el trayecto entre el antiguo cruce de Oza y el Nudo de El Burgo. Había puesto en funcionamiento, una parte del tramo (entre el antiguo cruce de Oza y Las Jubias de Abajo, donde enfrente hay una playa de Las Jubias), a principios de 1960 y no hasta otoño o finales de 1961 había concluido la nueva carretera. La carretera se duplicaron en 1977 con la mejora de firme, ensanchamiento y ampliación de la plataforma (2 carriles por sentido), incluyendo la nueva capa asfáltica, le pusieron en servicio en el verano de 1977. A finales de noviembre de 1983, ha puesto en funcionamiento el alumbrado público que le instalaron en toda la mediana de la avenida.
En octubre de 1997, iniciaron la reforma de la N-VI con la ampliación al tercer carril, la construcción del falso túnel de Los Castros, viaducto de Las Jubias, los dos accesos al puerto y al túnel de Eirís y el paso inferior del Materno Infantil y Oncológico. El primero en poner el funcionamiento fue el acceso al puerto a finales de 1999, el siguiente es el paso inferior del Materno Infantil y Oncológico en agosto de 2000 y el viaducto de Las Jubias, junto con el falso túnel de Los Castros, a finales de diciembre de 2000. El último que no contaba esta reforma, lo dejaron hasta el año 2007, con la puesta de servicio, el Eirís, porque en el año 2000 estaba en proyecto. Además, el tercer carril ha sido concluido en el verano de 1999, de forma provisional y no hasta finales de 2000, ya se había completado totalmente con la apertura del falso túnel de Los Castros.

## Puente del Pasaje (La Coruña y Oleiros)
El puente del Pasaje es el origen de la autovía urbana AC-12 por lo que había construido sobre la estructura de hierro a principios del siglo XX. Cuenta unos 270 metros de distancia y tiene 3 carriles por sentido con la velocidad limitada a 50 km/h. Cuenta los dos Nudos, el de El Burgo con la Avenida de Alfonso Molina (AC-11) y la carretera a Fonteculler y el de Santa Cristina siguiendo la AC-12 a la travesía de Perillo y la carretera autonómica a Santa Cristina. El Nudo de El Burgo cuenta el paso superior que procede de la AC-11, el paso inferior a la carretera AC-211 con dirección a Fonteculler y la rotonda en la superficie con todas las direcciones y el Nudo de Santa Cristina cuenta el paso superior que va a la carretera AC-173 con dirección a Santa Cruz y Mera y el paso inferior procede de Perillo al Puente del Pasaje. Este puente pertenece del tramo estatal del Ministerio de Transportes, Movilidad y Agenda Urbana.
Originalmente el puente estaba construido la estructura de hierro y fue inaugurado en 1901, el puente estaba muy estrecho y permitía cruza solo 1 carril por sentido como carretera. Antes de este puente, había un puente romano de El Burgo con largo del trayecto desde Fonteculler y pasaba antiguamente la carretera a Betanzos, Lugo y Madrid. Fue ampliado con el proyecto de 1971, la primera ampliación fue concluida en 1975, con dirección a Perillo y la segunda ampliación fue concluida en 1978, con dirección a La Coruña, después de resolver muchos problemas sobre la vieja estructura de hierro que había previsto finalizar en 1976 y retrasaron 2 años después. Los 2 nudos son de la década de los años 60, el de El Burgo había puesto en funcionamiento en 1962 con la apertura del enlace con la Avenida de Alfonso Molina (AC-11) y 2 años después, el antiguo cruce de Santa Cristina.
En 1997 había iniciado la reforma de la N-VI, empezaron a mejorar los dos nudos, primero empezaron a construirse el paso superior de El Burgo, luego el paso inferior y terminado la rotonda en la superficie. El paso superior fue puesto en servicio, en mayo de 1999, la rotonda en febrero de 2000 y el paso inferior en junio de 2000. En el otro lado del puente, todo el Nudo de Santa Cristina fue puesto en servicio, al mismo tiempo del paso superior del El Burgo, en mayo de 1999. En la actualidad había aprobado el proyecto de trazado de la ampliación al cuatro carril de los 3 carriles actuales. Esta previsto el inicio de las obras sobre los años 2024 o 2025.

## Avenida de las Marinas (Oleiros y Cambre)
Cuenta la distancia de unos 4,4 kilómetros con la velocidad limitada a 50 km/h en las travesías de Perillo, El Temple y Seixal y 70 km/h en el tramo final desde la travesía de Seixal hasta la rotonda de El Pinar, en O Carballo. Cuenta 2 carriles por sentido, excepto el paso inferior de El Temple y el paso superior de Seixal que solo cuenta 1 carril por sentido a debido de la falta de espacio en las dos travesías de El Temple y Seixal por las fincas construidas en los laterales de ambos lados de la calzada. Este tramo de la avenida pertenece del tramo estatal del Ministerio de Transportes, Movilidad y Agenda Urbana.
En la travesía de Perillo, un tramo de unos 300 metros (entre el Puente del Pasaje y el antiguo cruce de Sol y Mar) fue el primer tramo duplicado de la carretera N-VI que había construido en 1975, coinciendo con la puesta en servicio de una parte del Puente del Pasaje (en sentido a Perillo). En 1995 había empezado a mejorar el firme y ampliación de plataforma en el tramo entre Perillo y Piadela de unos 15 kilómetros, el tramo entre el antiguo cruce de Sol y Mar (Perillo y Graxal de unos 1,2 kilómetros fue ampliado de 1 carril por sentido a 2 carriles por sentido, en la zona de Beiramar (Perillo) había construido una semiglorieta que le permitía hacer los cambios de sentido para suprimir los giros de izquierda y derecha, el antiguo cruce original de El Temple (fue construido en 1964) había mejorado con la ampliación al segundo carril desde la final de la travesía de Perillo, pero solo en el sentido a O Carballo, de estas partes de la mejora fue finalizado entre el verano y otoño de 1997.
A principios de la década de los 2000, había empezado a proyectarse la ampliación y mejora desde la travesía de Perillo hasta la travesía de Seixal con la construcción de los 2 pasos, uno inferior en El Temple y superior en Seixal, el primero pusieron en servicio, en julio de 2005, el paso inferior y el último pusieron en servicio, en marzo de 2006, el paso superior. Además, cuando pusieron en servicio el paso inferior de El Temple, también se ampliaron al segundo carril en sentido al Puente del Pasaje.
La última ampliación al segundo carril de la carretera N-6 es entre la travesía de Seixal y la rotonda de El Pinar, en O Carballo, pusieron en servicio, en septiembre de 2013. En diciembre de 2023, pusieron en servicio el paso inferior de Sol y Mar, en Perillo (Oleiros) para descongestionar el tráfico de este cruce que antes estaba regulado los semáforos.

## Tramos
| Denominación | Tramo | Kilómetros                      | Año servicio |
| ------------ | --- | ------------------------------- | --- |
| AC-12        | Avenida del Ejército (La Coruña) Tramo original: Plaza de Palloza - Avenida de Oza Glorieta Casa del Mar Viaducto de San Diego (sentido Sur, apertura parcial) Viaducto de San Diego (apertura completa) Glorieta de la Calle Posse Remodelación tramo (apertura completa): Gª Casa del Mar - Avenida de Oza | 1,8 - 0,4 - 1,5                 | 1976 2023 1 carril de único sentido: 1999 2 carriles por sentido: 2000 2000 |
| AC-012       | Avenida del Pasaje (La Coruña) Tramo original (nueva carretera): Cruce original de Oza - AC-11 Nudo de El Burgo Tramo ampliado: Avenida de Oza - AC-11 Nudo de El Burgo Túnel de Los Castros Puente original de Casablanca Viaducto de Las Jubias (sentido Norte, apertura parcial) Viaducto de Las Jubias (sentido Sur, apertura provisional) Viaducto de Las Jubias (apertura completa) Rotonda de Las Jubias y acceso al puerto AC-10 Acceso al Túnel de Eirís AC-10 Paso superior original del acceso a CHUAC Remodelación y ampliación paso superior del acceso a CHUAC Paso inferior de Materno Infantil Tramo ampliado: Viaducto de Las Jubias - AC-11 Nudo de El Burgo | 2,1 2,7 0,2 - 0,4 - 1,7         | 1 carril por sentido: 1961 2 carriles por sentido: 1977 2000 1958 1 carril de único sentido: 2000 2 carriles de único sentido: 2000 2 carriles por sentido: 2000 1999 2007 1988 Obras licitadas 2000 3 carriles por sentido: 1999 |
| AC-12        | Puente del Pasaje (La Coruña y Oleiros) AC-11 Nudo original de El Burgo Paso superior de El Burgo Rotonda del Nudo de El Burgo Paso inferior de El Burgo Puente original de hierro Puente ampliado (sentido Este) Puente ampliado (sentido Oeste) Remodelación y ampliación puente Nudo original de Santa Cristina Remodelación Nudo de Santa Cristina | - 0,3 - 0,4 0,3 - -             | 1962 1999 2000 1 carril por sentido: 1901 3 carriles de único sentido: 1975 3 carriles de único sentido: 1978 4 carriles por sentido: Aprobado proyecto 1964 1999                                                                 |
| AC-12        | Avenida de las Marinas (Oleiros y Cambre) Tramo: Nudo original de Santa Cristina - Túnel de Sol y Mar (Perillo) Túnel de Sol y Mar (Perillo) Tramo: Túnel de Sol y Mar (Perillo) - Graxal Semiglorieta de Beiramar (Perillo) Paso superior de Graxal Tramo (sentido Este): Graxal - El Temple Tramo (sentido Oeste): Graxal - El Temple Cruce original de El Temple Paso inferior de El Temple Paso superior de Seixal (sentido Este, apertura parcial) Paso superior de Seixal (apertura completa) Tramo: Seixal - O Carballo Rotonda de El Pinar (O Carballo) | 0,3 0,4 1,2 - 1 - 0,3 0,2 1,3 - | 2 carriles por sentido: 1975 2 carriles por sentido: 2023 2 carriles por sentido: 1997 1997 2005 2 carriles por sentido: 1997 2005 1964 2005 2006 2 carriles por sentido: 2013 2013                                               |

## Trazado
| estación de servicio Estación de servicio REPSOL Pasaje |

| estación de servicio Estación de servicio Moeve Icara |

| estación de servicio Estación de servicio REPSOL O'Seixo |